# La Vie secrète des animaux du village
La Vie secrète des animaux du village est un documentaire de Mike Gunton et Verity White tourné dans la commune de Puycelsi qui suit des animaux sauvages qui se cachent dans un village du Tarn. C'est une coproduction entre la BBC et France Télévisions, raconté par Cécile de France.